# Israel Belkind

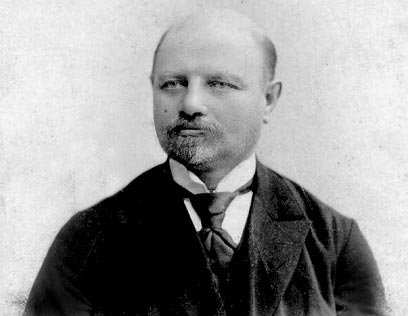
Israel Belkind

Israel Belkind (geb. 14. April 1861 in Logoisk nahe Minsk; gest. 30. September 1929 in Berlin) war Pädagoge und einer der Gründer von Bilu, einer jüdischen Bewegung zur Besiedlung Eretz Israels noch vor Einsetzen des politischen Zionismus.

## Leben
Er schloss sich als junger Student der Universität Charkow 1882 der Bilu-Bewegung an und ging noch im selben Jahr nach Palästina, wo er nach einem Aufenthalt in Mikwe Israel zu den Begründern des Moschawa Rischon leTzion gehörte und fortan regen Anteil an der jüdischen Kolonisation des Landes nahm. Entgegen seinen eigenen Vorstellungen sagte ihm die Landwirtschaft weniger zu und er betätigte sich als Schulgründer (1889 in Jaffa) und Lehrer an den verschiedensten Schulen in Palästina. Er hatte aus eigener Anschauung vorzügliche Kenntnis aller Landesteile.

Im Jahr 1903 gründete und leitete er in Meir Shfeya die kurzlebige Landwirtschaftsschule Kirjat sepher (auch: Kiryat Sefer), die zur Unterbringung und Versorgung von Pogrom-Waisen aus Kischinjow vorgesehen war. Die kurze Geschichte dieser Schule und des ihr verbundenen landwirtschaftlichen Lehrbetriebs beschreibt Alex Bein:

„In der Zwischenzeit ereignete sich das Kishineff-Pogrom, und auf Ussishkins Initiative wurde ein Fonds für die Überführung der Waisenkinder der in den Pogromen getöteten Juden nach Palästina eingerichtet, wo sie ausgebildet werden sollten. Aus diesem Fonds wurde der Kauf von 5.000 Dunams für eine Ausbildungsfarm und die spätere Ansiedlung der Waisenkinder auf dem Land vorgesehen. Auch für die Schule sollte Belkind ein Betrag zur Verfügung gestellt werden. Die Vorbereitungen für die Umsetzung des Projekts verzögerten sich jedoch, und Belkind, der nicht warten wollte, schiffte sich im Dezember 1903 nach Palästina ein und nahm 52 Waisenkinder mit, für die er vorübergehend eine Unterkunft in Rishon Letzion und Shefeya (bei Zikhron Ya'akov) fand. Er baute ein Schulhaus und einen Bauernhof in Ben Shemen aus Mitteln, die er selbst gesammelt hatte. Die Gebäude wurden 1906 fertiggestellt. Die Schule war bereits in provisorischen Räumen eröffnet worden; aber die neuen Gebäude hatten alle Ressourcen von Belkind erschöpft, so dass er die Schule schließen und ins Ausland gehen musste, um mehr Geld zu akquirieren.“

Nicht nur die Schule in Ben Shemen wurde geschlossen, sondern die komplette Einrichtung Kiryat Sefer.
Israel Belkind war auch literarisch tätig und beteiligte sich an verschiedenen hebräischen Sammelwerken.
Später führte er ein unstetes Wanderleben, auch außerhalb Palästinas, und verlegte sich immer mehr aufs Schreiben (Sachbücher, Memoiren). Er starb im Jüdischen Krankenhaus Berlin und wurde in Rischon leTzion beigesetzt.

## Werke (Auswahl)
- Asephath scheelath ha-cheschbon, Sammlung von Schulrechenaufgaben, Jerusalem 1896
- Reschith jediath ktibath ha-arez, Lehrbuch der Erdbeschreibung, Jerusalem 1897
- Diwre jeme ha-amim, Allgemeine Weltgeschichte in populärer Darstellung, Jerusalem 1897 ff.